# Elephants Catania
Gli Elephants Catania American Football Team sono la squadra di football americano di Catania.
Nel 1993 la squadra Under-18 è diventata Campione d'Italia. La squadra maggiore, vinse la Winter League FIAF, il CUS Bowl, l'Arena Bowl, giocato tre stagioni nella Golden League FIAF (Serie A1), ma, nel 2004, per motivi economici rinunciarono alla Serie A1 della NFLI.
Negli anni successivi gli Elephants parteciparono a 2 finali dell'Italian Superbowl del campionato IFL (serie A1).  Anche nel 2013 rinunciano per motivi economici a partecipare al massimo campionato di A1, iscrivendosi così al campionato di A2 (LENAF).
Nel 2011, la squadra vinse un Kromotek Bowl, un campionato Under-18 e un Cardinals Bowl Under-18
Inizialmente la squadra indossava i colori rosso-azzurri che rappresentano la città di Catania utilizzati dalla maggior parte delle squadre sportive cittadine, poi sostituiti dal rosso e nero. La Squadre femminile Flag e quella giovanile maschile indossano i colori rosso e azzurro.
La squadra femminile (Pink Elephantes Catania) ha vinto 4 Scudetti nel Campionato Nazionale di Flag.

## Storia
La squadra nacque nel novembre del 1984 grazie all'impegno di alcuni appassionati di Football Americano. Il primo torneo a cui partecipò la squadra si chiamava Southern Bowl, giocato in Puglia con la squadra locale di Bari. Nel settembre del 1985 vi fu l'esordio in un campionato federale nell'allora serie C, nel campo sportivo di Pedara alla quale assistettero 1.500 spettatori; gli Elephants Catania chiusero il campionato raggiungendo un onorevole quarto posto. Nel 1986 il coach Loyd Teague rinforza la squadra, sia con alcuni giocatori militanti nei Cardinals Palermo, che con l'americano Darrel Holyfield: il risultato fu una stagione da record: la squadra raggiunse il primo posto conquistando la promozione in Serie B. Nel 1987 gli Elephants Catania terminano il campionato al quarto posto. Nel 1988, al secondo. Nel 1989  conquista il terzo. Nel 1990 la raggiungono il secondo. Nel 1991 ottiene il primo posto in serie B, per cui vengono promossi in serie A2. Sia nel 1992 che nel 1993 gli Elephants Catania terminao il campionato al terzo posto. Nel 1993, a sorpresa il team giovanile Under-18, diventa campione d'Italia. Nel 1994 avviene la grande svolta, la squadra finisce il campionato al secondo posto in Serie A2, per cui riesce ad accedere ai play-off. Il 1995 è la fotocopia dell'anno precedente: il team conquista il secondo posto in Serie A2, e, per la seconda volta, accede ai play-off. Nel 1996 il team conquista il primo posto in Silver league, per cui riesce ad accedere alla finale del SilverBowl, venendo promosso nella Golden League. Nel 1997 il team conquista il quinto posto nella Golden League FIAF. Nel 1998 conquista il terzo posto nel proprio girone della Golden League, si qualifica per il girone finale dove giunge all'undicesimo posto. Nel 1999 gli Elephants Catania conquistano il quinto posto nella Golden League FIAF, ma, per motivi economici, alla fine della stagione rinunciano alla Golden League: nell'anno successivo di iscrivono al campionato minore. Nel 2000 la squadra termina la stagione in seconda posizione nella Winter League FIAF, mentre nel 2001 conquista il primo posto. Nel 2002 vince il CUS Bowl e l'Arena Bowl FIDAF. Nel 2003 conquista il secondo posto nell'Eleven League FIDAF. Nel 2004 conquista il secondo posto nella Serie B NFLI, ma rinuncia alla promozione, inoltre si qualifica per il Silver Bowl dove viene sconfitto in semifinale dai Parma Panthers. Nel 2005 conquista il terzo posto nel girone B di Serie B ed è semifinalista ai play-off. Nel 2006 conquista il secondo posto nel girone sud serie A2 NFLI, ma viene sconfitta ai quarti di finale. Nel 2007 finisce al secondo posto nel girone sud serie A2 NFLI, ma viene sconfitta in semifinale.
Nel 2008 gli Elephants sono stati tra i club fondatori dell'Italian Football League. Nello stesso anno l'Italian Football League (IFL) rappresenta la massima serie della Federazione Italiana di American Football (FIDAF). Guidati dal coach George Contreras e dal fenomenale trittico USA  disputano un gran campionato, raggiungendo i play-off, dove vengono sconfitti dai Giants Bolzano, stabilendo numerosi record.
Nel 2009 la squadra guidata da coach George Contreras si presenta ai blocchi di partenza del nuovo campionato accompagnata dai nuovi acquisti, Tracy (QB), LeMarr (WR) e Atkinson (CB). Tracy abbandona il team catanese già dopo la seconda partita a causa di un infortunio, cedendo il posto ad una vecchia conoscenza del football italico, il messicano Arturo Sanchez (Borregos CEM). Nonostante l'impegno, la squadra disputa un campionato mediocre collezionando solo 3 vittorie su 10 partite.
Nello stesso anno tre atleti degli Elephants Catania vengono convocati in Nazionale per partecipare ai Campionati Europei di Wolfsberg, in Austria: Enrico Lombardo (RB), Claudio Mangano (WR) e Giuseppe Strano (TE). Nonostante l'opaca prestazione del Blue Team durante il torneo, gli atleti catanesi si distinguono per doti tecniche e atletiche, in particolar modo il ricevitore Mangano che viene scelto nell'All Star Team Europeo.
Il 2010 è l'anno dei record: gli Elephants finiscono il campionato IFL al primo posto e partecipano alla loro prima finale dell'Italian Superbowl. La terza edizione del Superbowl (IFL) è giocata a Sesto San Giovanni allo Stadio Breda contro i Panthers Parma, dove gli Elephants perdono 56 - 26. La squadra raccolse i frutti di una grande stagione: sette giocatori della squadra vengono convocati in Nazionale per disputare il Four Helmets Tournament, prima edizione di un torneo internazionale a cui presero parte l'Italia, la Slovenia, la Turchia, poi ritiratasi, e una rappresentativa semi pro USA ; da menzionare le presenze di Gregorio Barbagallo, Alessio D'Arpa, Christian Di Mauro e Andrea Specchiarello alla loro prima convocazione in Nazionale.
Il 2011 inizia con la nuova organizzazione societaria caratterizzata da un accordo con un nuovo sponsor.  L'accordo è il primo della storia della franchigia che lega il nome dello sponsor alla società. Infatti la società modifica il nome societario in Seadoo Elephants Catania AFT, modificando anche il logo . Con l'accordo ottenuto, la società, oltre ad avere acquisito l'esclusiva in Italia del marchio Seadoo, riesce ad iscrivere una seconda squadra nel campionato CIF9 composta dai ragazzi del settore giovanile. La stagione finisce con la sconfitta in semifinale contro i Parma Panthers. La formazione Under-18 vince la prima edizione del Kromotek Bowl 2011, un triangolare giocato dalle tre formazioni siciliane: Elephants Catania - Cardinal Palermo - Shark Palermo, giocata al velodromo Paolo Borsellino di Palermo. La formazione Under-18 vince il secondo trofeo Cardinals Bowl, un triangolare giocato dalle medesime squadre al Cardinals Field.
Il 2012 inizia bene per gli Elephants: nel campionato IFL rimangono in prima posizione fino alla penultima giornata per poi essere raggiunti dai Panthers Parma. Gli Elephants partecipano ai play-off per la V edizione dell'Italian SuperBowl (XXXII superbowl), vincendo la semifinale contro i Giants Bolzano. La squadra catanese gioca la sua seconda finale del superbowl, questa volta allo stadio Franco Ossola di Varese, di nuovo contro i Panthers Parma. Dopo una partita intensa e piena di emozioni, gli Elephants perdono la "rivincita" del 2010 con il punteggio di 61-43.
Nel 2013 La squadra comunica di non iscriversi al campionato IFL (A1) per motivi economici scegliendo d'iscriversi nella serie minore: il campionato LeNAF (A2).
Dopo un girone dominato ed un record di 7-1 gli Elephants accedono ai playoffs, dove al CUS Catania gli Elephants si impongono sui Giaguari Torino 14-7. Il sogno di giocare l'ItalianBowl s'infrange a Roma, dove gli Elephants perdono, dopo una partita incerta fino all'ultimo secondo, contro i Grizzlies (futuri campioni) con il punteggio di 9-7.
Anno 2014 Alla seconda partecipazione al campionato LeNAF (A2) gli Elephants vincono il girone formato da Cardinals Palermo, Sharks Palermo e Crusaders Cagliari e finiscono la regular season con un record di 7-1.
Ai playoffs sconfiggono i Saints Padova nei quarti di finale per 26-14, andando a giocarsi a Grugliasco la semifinale contro i Blacks Rivoli che vengono battuti dalla compagine catanese per 41-21, riuscendo così a centrare la finale.
All'ItalianBowl i catanesi incontrano i Grizzlies Roma che si impongono di nuovo per 21-14.
Anno 2015 Vincono il girone A con un record di 7 partite vinte e 1 persa; in seguito partecipano ai playoff dove perdono la semifinale contro i Blacks Rivoli.

## Titoli

### Senior Team
- 1 Starbowl (1988)
- 1 CUS Bowl (2002)
- 1 Arena Bowl (2002)
- 1 campionato di serie B (1991)
- 1 campionato di IFL2 (2025)

### U-18 Team
- 1 Campionato Under-18 (1993)
- 1 Kromotek Bowl (2011)
- 1 Cardinals Bowl (2011)

### women's team
(Pink Elephantes Catania)
- 4 Campionati F3 (Flag Football)

2014, 2017, 2018, 2021

## Dettaglio stagioni

### Tackle football

#### Tornei nazionali

##### Campionato

###### Golden League/Arena League/Eleven League/IFL
| Stagione | regular season | regular season | regular season | regular season | regular season | regular season | playoff | playoff | playoff | playoff | playoff | playoff           | playoff        |
|          | Vin            | Par            | Per            | Tot            | PF             | PS             | Vin     | Per     | Tot     | PF      | PS      | risultato         | avversaria     |
| -------- | -------------- | -------------- | -------------- | -------------- | -------------- | -------------- | ------- | ------- | ------- | ------- | ------- | ----------------- | -------------- |
| 1997     | 2              | 0              | 8              | 10             | 198            | 375            | -       | -       | -       | -       | -       | -                 | -              |
| 1998     | 0              | 0              | 10             | 10             | 38             | 330            | -       | -       | -       | -       | -       | -                 | -              |
| 1999     | 2              | 0              | 6              | 8              | 118            | 244            | -       | -       | -       | -       | -       | -                 | -              |
| 2008     | 6              | 0              | 4              | 10             | 502            | 437            | 0       | 1       | 1       | 20      | 49      | Semifinale        | Giants Bolzano |
| 2009     | 3              | 0              | 6              | 9              | 172            | 287            | -       | -       | -       | -       | -       | -                 | -              |
| 2010     | 7              | 0              | 1              | 8              | 405            | 328            | 1       | 1       | 2       | 53      | 70      | Italian Superbowl | Panthers Parma |
| 2011     | 6              | 0              | 3              | 9              | 390            | 321            | 0       | 1       | 1       | 40      | 59      | Semifinale        | Panthers Parma |
| 2012     | 9              | 0              | 2              | 11             | 454            | 339            | 1       | 1       | 2       | 73      | 88      | Italian Superbowl | Panthers Parma |
| Totale   | 35             | 0              | 40             | 75             | 2277           | 2661           | 2       | 4       | 6       | 186     | 266     |                   |                |

Fonte: Enciclopedia del Football - A cura di Roberto Mezzetti

###### Arena League FIDAF/Eleven League FIDAF
Questi tornei svolti durante un periodo di scissione federale - pur essendo del massimo livello della loro federazione - non sono considerati ufficiali.
| Stagione | regular season | regular season | regular season | regular season | regular season | regular season | playoff | playoff | playoff | playoff | playoff | playoff    | playoff         |
|          | Vin            | Par            | Per            | Tot            | PF             | PS             | Vin     | Per     | Tot     | PF      | PS      | risultato  | avversaria      |
| -------- | -------------- | -------------- | -------------- | -------------- | -------------- | -------------- | ------- | ------- | ------- | ------- | ------- | ---------- | --------------- |
| 2002     | 6              | 0              | 0              | 6              | 349            | 40             | 2       | 0       | 2       | 74      | 22      | Campioni   | Corsari Palermo |
| 2003     | 3              | 2              | 1              | 6              | 135            | 87             | 1       | 1       | 2       | 50      | 42      | Elevenbowl | Sharks Palermo  |
| Totale   | 9              | 2              | 1              | 12             | 484            | 127            | 3       | 1       | 4       | 124     | 64      |            |                 |

Fonte: Enciclopedia del Football - A cura di Roberto Mezzetti

###### Serie B (secondo livello)/Serie A2/Silver League/Winter League (secondo livello)/LENAF/Seconda Divisione
| Stagione | regular season | regular season | regular season | regular season | regular season | regular season | playoff | playoff | playoff | playoff | playoff | playoff                                        | playoff            |
|          | Vin            | Par            | Per            | Tot            | PF             | PS             | Vin     | Per     | Tot     | PF      | PS      | risultato                                      | avversaria         |
| -------- | -------------- | -------------- | -------------- | -------------- | -------------- | -------------- | ------- | ------- | ------- | ------- | ------- | ---------------------------------------------- | ------------------ |
| 1987     | 3              | 2              | 5              | 10             | 100            | 130            | -       | -       | -       | -       | -       | -                                              | -                  |
| 1992     | 2              | 0              | 6              | 8              | 50             | 166            | -       | -       | -       | -       | -       | -                                              | -                  |
| 1993     | 5              | 0              | 3              | 8              | 105            | 47             | -       | -       | -       | -       | -       | -                                              | -                  |
| 1994     | 5              | 1              | 2              | 8              | 132            | 65             | 0       | 1       | 1       | 0       | 30      | Sessantaquattresimi di finale/Quarti di finale | Aquile Ferrara     |
| 1995     | 7              | 0              | 1              | 8              | 275            | 26             | 0       | 1       | 1       | 0       | 6       | Sedicesimi di finale/Quarti di finale          | Islanders Venezia  |
| 1996     | 6              | 0              | 0              | 6              | 241            | 28             | 1       | 1       | 2       | 34      | 41      | Finale                                         | Nightmare Piacenza |
| 2000     | 4              | 0              | 2              | 6              | 124            | 71             | 0       | 1       | 1       | 7       | 13      | Ottavi di finale                               | Ducks Roma         |
| 2001     | 5              | 0              | 1              | 6              | 204            | 58             | 0       | 1       | 1       | 22      | 38      | Quarti di finale                               | Titans Romagna     |
| 2004     | 8              | 0              | 0              | 8              | 277            | 73             | 1       | 1       | 2       | 38      | 50      | Silverbowl                                     | Panthers Parma     |
| 2005     | 4              | 0              | 2              | 6              | 154            | 93             | 1       | 1       | 2       | 46      | 53      | Semifinale                                     | Guelfi Firenze     |
| 2006     | 7              | 0              | 0              | 7              | 192            | 101            | 0       | 1       | 1       | 14      | 16      | Trentaduesimi di finale/quarti di finale       | Corsari Palermo    |
| 2007     | 3              | 0              | 3              | 6              | 122            | 88             | 2       | 1       | 3       | 107     | 82      | Sedicesimi di finale/semifinale                | Guelfi Firenze     |
| 2013     | 7              | 0              | 1              | 8              | 229            | 151            | 1       | 1       | 2       | 21      | 16      | Semifinale                                     | Grizzlies Roma     |
| 2014     | 7              | 0              | 1              | 8              | 206            | 114            | 2       | 1       | 3       | 81      | 56      | Italian Bowl                                   | Grizzlies Roma     |
| 2015     | 7              | 0              | 1              | 8              | 257            | 117            | 1       | 1       | 2       | 40      | 45      | Semifinale                                     | Blacks Rivoli      |
| 2016     | 6              | 0              | 2              | 8              | 294            | 129            | 1       | 1       | 2       | 80      | 56      | Quarti di finale                               | Barbari Roma Nord  |
| 2017     | 4              | 0              | 4              | 8              | 186            | 208            | -       | -       | -       | -       | -       | -                                              | -                  |
| Totale   | 77             | 3              | 31             | 111            | 3148           | 1663           | 10      | 13      | 23      | 490     | 502     |                                                |                    |

Fonte: Enciclopedia del Football - A cura di Roberto Mezzetti

###### Serie C/Serie B (terzo livello)/CIF9/Terza Divisione
| Stagione | regular season | regular season | regular season | regular season | regular season | regular season | playoff | playoff | playoff | playoff | playoff | playoff               | playoff                      |
|          | Vin            | Par            | Per            | Tot            | PF             | PS             | Vin     | Per     | Tot     | PF      | PS      | risultato             | avversaria                   |
| -------- | -------------- | -------------- | -------------- | -------------- | -------------- | -------------- | ------- | ------- | ------- | ------- | ------- | --------------------- | ---------------------------- |
| 1985     | 3              | 0              | 7              | 10             | 140            | 166            | -       | -       | -       | -       | -       | -                     | -                            |
| 1986     | 6              | 0              | 0              | 6              | 296            | 20             | 1       | 1       | 2       | 52      | 58      | Semifinale            | Hunters Roma                 |
| 1988     | 3              | 1              | 0              | 4              | 180            | 32             | 1       | 1       | 2       | 16      | 25      | Secondo turno playoff | Crabs Pescara                |
| 1989     | 7              | 0              | 3              | 10             | 282            | 165            | -       | -       | -       | -       | -       | -                     | -                            |
| 1990     | 6              | 1              | 1              | 8              | 228            | 82             | 0       | 1       | 1       | 6       | 30      | Ottavi di finale      | Renegades Firenze            |
| 1991     | 8              | 0              | 0              | 8              | 165            | 20             | 1       | 0       | 1       | 13      | 6       | Co-campioni           | Cavalieri Castelli Romani    |
| 2011     | 0              | 0              | 6              | 6              | 120            | 231            | -       | -       | -       | -       | -       | -                     | -                            |
| 2012     | 3              | 0              | 3              | 6              | 140            | 169            | 0       | 1       | 1       | 0       | 38      | Wild Card             | Black Hammers Ostia          |
| 2018     | 4              | 0              | 2              | 6              | 220            | 128            | 4       | 1       | 5       | 113     | 92      | Ninebowl              | Ravens Imola                 |
| 2019     | 3              | 0              | 3              | 6              | 108            | 125            | 0       | 1       | 1       | 6       | 21      | Wild Card             | Predatori Golfo del Tigullio |
| Totale   | 38             | 0              | 37             | 75             | 1665           | 1444           | 10      | 6       | 16      | 330     | 302     |                       |                              |

Fonte: Enciclopedia del Football - A cura di Roberto Mezzetti

##### Coppa Italia
| Stagione | regular season | regular season | regular season | regular season | regular season | regular season | playoff | playoff | playoff | playoff | playoff | playoff          | playoff           |
|          | Vin            | Par            | Per            | Tot            | PF             | PS             | Vin     | Per     | Tot     | PF      | PS      | risultato        | avversaria        |
| -------- | -------------- | -------------- | -------------- | -------------- | -------------- | -------------- | ------- | ------- | ------- | ------- | ------- | ---------------- | ----------------- |
| 1993     | -              | -              | -              | -              | -              | -              | 0       | 1       | 1       | 13      | 30      | Ottavi di finale | Cardinals Palermo |
| Totale   | -              | -              | -              | -              | -              | -              | 0       | 1       | 1       | 13      | 30      |                  |                   |

Fonte: Enciclopedia del Football - A cura di Roberto Mezzetti

##### Campionati giovanili

###### Under 21
| Stagione | regular season | regular season | regular season | regular season | regular season | regular season | playoff | playoff | playoff | playoff | playoff | playoff   | playoff    |
|          | Vin            | Par            | Per            | Tot            | PF             | PS             | Vin     | Per     | Tot     | PF      | PS      | risultato | avversaria |
| -------- | -------------- | -------------- | -------------- | -------------- | -------------- | -------------- | ------- | ------- | ------- | ------- | ------- | --------- | ---------- |
| 2011     | 1              | 0              | 5              | 6              | 108            | 196            | -       | -       | -       | -       | -       | -         | -          |
| Totale   | 1              | 0              | 5              | 6              | 108            | 196            | -       | -       | -       | -       | -       |           |            |

Fonte: Enciclopedia del Football - A cura di Roberto Mezzetti

###### Under 19
| Stagione | regular season | regular season | regular season | regular season | regular season | regular season | playoff | playoff | playoff | playoff | playoff | playoff   | playoff    |
|          | Vin            | Par            | Per            | Tot            | PF             | PS             | Vin     | Per     | Tot     | PF      | PS      | risultato | avversaria |
| -------- | -------------- | -------------- | -------------- | -------------- | -------------- | -------------- | ------- | ------- | ------- | ------- | ------- | --------- | ---------- |
| 1996     | ?              | ?              | ?              | ?              | ?              | ?              | ?       | ?       | ?       | ?       | ?       | ?         | ?          |
| Totale   | ?              | ?              | ?              | ?              | ?              | ?              | ?       | ?       | ?       | ?       | ?       |           |            |

Fonte: Enciclopedia del Football - A cura di Roberto Mezzetti

###### Under 18
| Stagione | regular season | regular season | regular season | regular season | regular season | regular season | playoff | playoff | playoff | playoff | playoff | playoff    | playoff            |
|          | Vin            | Par            | Per            | Tot            | PF             | PS             | Vin     | Per     | Tot     | PF      | PS      | risultato  | avversaria         |
| -------- | -------------- | -------------- | -------------- | -------------- | -------------- | -------------- | ------- | ------- | ------- | ------- | ------- | ---------- | ------------------ |
| 1992     | -              | -              | -              | -              | -              | -              | 0       | 1       | 1       | ?       | ?       | Semifinale | Nightmare Piacenza |
| 1993     | ?              | ?              | ?              | ?              | ?              | ?              | 1+?     | 0       | 1+?     | 39+?    | 13+?    | Campioni   | Nightmare Piacenza |
| Totale   | -              | -              | -              | -              | -              | -              | 1+?     | 1       | 2+?     | 39+?    | 13+?    |            |                    |

Fonte: Enciclopedia del Football - A cura di Roberto Mezzetti

##### Altri tornei

###### Torneo Stefano Romanazzi
| Stagione | regular season | regular season | regular season | regular season | regular season | regular season | playoff | playoff | playoff | playoff | playoff | playoff    | playoff       |
|          | Vin            | Par            | Per            | Tot            | PF             | PS             | Vin     | Per     | Tot     | PF      | PS      | risultato  | avversaria    |
| -------- | -------------- | -------------- | -------------- | -------------- | -------------- | -------------- | ------- | ------- | ------- | ------- | ------- | ---------- | ------------- |
| 1985     | -              | -              | -              | -              | -              | -              | 0       | 1       | 1       | ?       | ?       | Semifinale | Roosters Bari |
| Totale   | -              | -              | -              | -              | -              | -              | 0       | 1       | 1       | ?       | ?       |            |               |

Fonte: Enciclopedia del Football - A cura di Roberto Mezzetti

###### Starbowl
| Stagione | regular season | regular season | regular season | regular season | regular season | regular season | playoff | playoff | playoff | playoff | playoff | playoff   | playoff            |
|          | Vin            | Par            | Per            | Tot            | PF             | PS             | Vin     | Per     | Tot     | PF      | PS      | risultato | avversaria         |
| -------- | -------------- | -------------- | -------------- | -------------- | -------------- | -------------- | ------- | ------- | ------- | ------- | ------- | --------- | ------------------ |
| 1988     | -              | -              | -              | -              | -              | -              | 2       | 0       | 2       | 40+?    | 0+?     | Campioni  | Blackstars Palermo |
| Totale   | -              | -              | -              | -              | -              | -              | 2       | 0       | 2       | 40+?    | 0+?     |           |                    |

Fonte: Enciclopedia del Football - A cura di Roberto Mezzetti

###### Trofeo Airklim Panasonic
| Stagione | regular season | regular season | regular season | regular season | regular season | regular season | playoff | playoff | playoff | playoff | playoff | playoff   | playoff         |
|          | Vin            | Par            | Per            | Tot            | PF             | PS             | Vin     | Per     | Tot     | PF      | PS      | risultato | avversaria      |
| -------- | -------------- | -------------- | -------------- | -------------- | -------------- | -------------- | ------- | ------- | ------- | ------- | ------- | --------- | --------------- |
| 2006     | -              | -              | -              | -              | -              | -              | 1       | 1       | 2       | 42      | 48      | Finale    | Corsari Palermo |
| Totale   | -              | -              | -              | -              | -              | -              | 1       | 1       | 2       | 42      | 48      |           |                 |

Fonte: Enciclopedia del Football - A cura di Roberto Mezzetti

### Flag football

#### Tornei internazionali

##### Ladies Champions Bowl
| Stagione | regular season | regular season | regular season | regular season | regular season | regular season | playoff | playoff | playoff | playoff | playoff | playoff     | playoff         |
|          | Vin            | Par            | Per            | Tot            | PF             | PS             | Vin     | Per     | Tot     | PF      | PS      | risultato   | avversaria      |
| -------- | -------------- | -------------- | -------------- | -------------- | -------------- | -------------- | ------- | ------- | ------- | ------- | ------- | ----------- | --------------- |
| 2017     | 3              | 0              | 0              | 3              | 96             | 45             | 2       | 1       | 3       | 90      | 79      | Terzo posto | Ranzide Trieste |
| Totale   | 3              | 0              | 0              | 3              | 96             | 45             | 2       | 1       | 3       | 90      | 79      |             |                 |

### Riepilogo fasi finali disputate
| Anno | Luogo              | Evento                   | Fase del torneo                                | Incontro                                      | Risultato |
| 1985 | Bari               | Torneo Stefano Romanazzi | Semifinale                                     | Roosters Bari - Elephants Catania             | v - p     |
| 1986 | Acireale           | C Bowl                   | Semifinale                                     | Elephants Catania - Hunters Roma              | 22 - 42   |
| 1988 | Palermo            | Starbowl                 | Finale                                         | Blackstars Palermo - Elephants Catania        | 0 - 40    |
| 1988 | ?                  | Serie B                  | Secondo turno playoff                          | Crabs Pescara - Elephants Catania             | 25 - 8    |
| 1990 | ?                  | Serie B                  | Ottavi di finale                               | Elephants Catania - Renegades Firenze         | 6 - 30    |
| 1991 | Catania            | Serie B                  | Secondo turno playoff                          | Elephants Catania - Cavalieri Castelli Romani | 13 - 6    |
| 1992 | ?                  | Campionato Under-18      | Semifinale                                     | Nightmare Piacenza - Elephants Catania        | v - p     |
| 1993 | ?                  | Coppa Italia             | Finale                                         | Cardinals Palermo - Elephants Catania         | 30 - 13   |
| 1993 | Firenze            | Campionato Under-18      | Finale                                         | Elephants Catania - Nightmare Piacenza        | 39 - 13   |
| 1994 | Ferrara            | Superbowl/Silverbowl     | Sessantaquattresimi di finale/Quarti di finale | Aquile Ferrara - Elephants Catania            | 30 - 0    |
| 1995 | Catania            | Superbowl/Silverbowl     | Sedicesimi di finale/Quarti di finale          | Elephants Catania - Islanders Venezia         | 0 - 6     |
| 1996 | Roma               | Silverbowl               | Finale                                         | Elephants Catania - Nightmare Piacenza        | 20 - 35   |
| 2000 | Roma               | Snowbowl                 | Ottavi di finale                               | Ducks Roma - Elephants Catania                | 13 - 7    |
| 2001 | ?                  | Snowbowl                 | Quarti di finale                               | Elephants Catania - Titans Romagna            | 22 - 38   |
| 2002 | Palermo            | Arena Bowl               | Finale                                         | Corsari Palermo - Elephants Catania           | 8 - 34    |
| 2003 | Palermo            | Elevenbowl               | Finale                                         | Sharks Palermo - Elephants Catania            | 18 - 14   |
| 2004 | Firenze            | Silverbowl               | Finale                                         | Elephants Catania - Panthers Parma            | 14 - 44   |
| 2005 | Firenze            | Silverbowl               | Semifinale                                     | Guelfi Firenze - Elephants Catania            | 26 - 6    |
| 2006 | Catania            | Superbowl/Silverbowl     | Trentaduesimi di finale/quarti di finale       | Elephants Catania - Corsari Palermo           | 14 - 16   |
| 2006 | Misilmeri          | Trofeo Airklim Panasonic | Finale                                         | Corsari Palermo - Elephants Catania           | 20 - 6    |
| 2007 | Firenze            | Superbowl/Silverbowl     | Sedicesimi di finale/semifinale                | Guelfi Firenze - Elephants Catania            | 32 - 12   |
| 2008 | Bolzano            | Italian Superbowl        | Semifinale                                     | Giants Bolzano - Elephants Catania            | 49 - 20   |
| 2010 | Sesto San Giovanni | Italian Superbowl        | Finale                                         | Elephants Catania - Panthers Parma            | 26 - 56   |
| 2011 | Parma              | Italian Superbowl        | Semifinale                                     | Panthers Parma - Elephants Catania            | 59 - 40   |
| 2012 | Varese             | Italian Superbowl        | Finale                                         | Elephants Catania - Panthers Parma            | 43 - 61   |
| 2013 | Roma               | Italian Bowl             | Semifinale                                     | Grizzlies Roma - Elephants Catania            | 9 - 7     |
| 2014 | Mirano             | Italian Bowl             | Finale                                         | Elephants Catania - Grizzlies Roma            | 14 - 21   |
| 2015 | Grugliasco         | Italian Bowl             | Semifinale                                     | Blacks Rivoli - Elephants Catania             | 31 - 12   |
| 2016 | Roma               | Silverbowl               | Quarti di finale                               | Barbari Roma Nord - Elephants Catania         | 44 - 31   |